# Kræftklynge
En kræftklynge (engelsk: cancer cluster) er en slags sygdomsklynge, hvor et stort antal kræfttilfælde sker i en gruppe af mennesker i et bestemt geografisk område i en begrænset periode.